# Unità naturali
In fisica, le unità naturali sono unità di misura definite in termini delle costanti fisiche universali in modo tale che alcune costanti fisiche scelte prendano il valore di 1 quando espresse in termini di un particolare insieme di unità naturali. Le unità naturali sono da intendersi come una adimensionalizzazione che semplifica elegantemente alcune espressioni algebriche che appaiono nelle leggi fisiche o che normalizzano certe quantità fisiche scelte che sono proprietà delle particelle elementari che possono essere ragionevolmente ritenute costanti. Tuttavia, ciò che è ritenuto costante e forzato ad essere costante in un sistema di unità naturali può non esserlo in un altro. Le unità naturali sono naturali poiché l'origine della loro definizione viene solo dalle proprietà della natura e non dalle convenzioni umane. Le unità di Planck sono spesso chiamate "unità naturali" ma sono solo un sistema di unità naturali come altri. Le unità di Planck possono essere considerate uniche poiché sono un insieme di unità che non sono basate su nessun prototipo, oggetto o particella subatomica ma sono basate solo sulle proprietà dello spazio vuoto.

## Caratteristiche
Come ogni insieme di unità di base o unità fondamentali le unità di base di un insieme di unità naturali includono la definizione di valori per la lunghezza, massa, tempo, temperatura e carica elettrica. Alcuni fisici non riconoscono la temperatura come dimensione fondamentale di una quantità fisica poiché essa esprime semplicemente l'energia per numero di gradi di libertà di una particella la quale può essere espressa in termini di energia (o massa, lunghezza e tempo). Virtualmente ogni sistema naturale di unità normalizza la costante di Boltzmann a {\displaystyle k_{B}=1}, che può essere pensata come un'ulteriore espressione della definizione di temperatura. Ulteriormente, alcuni fisici riconoscono la carica elettrica come una dimensione fondamentale separata, anche se può essere espressa in termini di massa, lunghezza e tempo in un sistema come il sistema CGS elettrostatico. Virtualmente ogni sistema di unità naturali normalizza la permittività del vuoto {\displaystyle \varepsilon _{0}=(4\pi )^{-1}}, che può essere visto come un'espressione della definizione dell'unità di carica.

## Costanti fondamentali
Le costanti fondamentali che vengono solitamente normalizzate sono illustrate nella tabella seguente. Si noti che solo un piccolo sottoinsieme dei seguenti può essere normalizzato in tutti i sistemi di unità senza contraddizione nella definizione (per esempio, {\displaystyle m_{e}} e {\displaystyle m_{p}} non possono essere definiti entrambi come unità di massa per un singolo sistema).
| Costante                                         | Simbolo | Dimensione |
| ------------------------------------------------ | --- | --- |
| velocità della luce nel vuoto                    | {\displaystyle {c}\ } | {\displaystyle \left[\mathrm {L} \right]\left[\mathrm {T} \right]^{-1}}                                                                  |
| Costante gravitazionale                          | {\displaystyle {G}\ } | {\displaystyle \left[\mathrm {M} \right]^{-1}\left[\mathrm {L} \right]^{3}\left[\mathrm {T} \right]^{-2}}                                |
| Costante di Dirac o "costante di Planck ridotta" | {\displaystyle \hbar ={\frac {h}{2\pi }}} dove {\displaystyle {h}\ } è la costante di Planck                             | {\displaystyle \left[\mathrm {M} \right]\left[\mathrm {L} \right]^{2}\left[\mathrm {T} \right]^{-1}}                                     |
| Costante della forza di Coulomb                  | {\displaystyle {\frac {1}{4\pi \varepsilon _{0}}}} dove {\displaystyle {\varepsilon _{0}}\ } è la permittività del vuoto | {\displaystyle \left[\mathrm {Q} \right]^{-2}\left[\mathrm {M} \right]\left[\mathrm {L} \right]^{3}\left[\mathrm {T} \right]^{-2}}       |
| Carica elementare                                | {\displaystyle e\ } | {\displaystyle \mathrm {Q} } |
| Massa dell'elettrone                             | {\displaystyle m_{e}\ }                                                                                                  | {\displaystyle \mathrm {M} } |
| Massa del protone                                | {\displaystyle m_{p}\ }                                                                                                  | {\displaystyle \mathrm {M} } |
| Costante di Boltzmann                            | {\displaystyle {k}\ } | {\displaystyle \left[\mathrm {M} \right]\left[\mathrm {L} \right]^{2}\left[\mathrm {T} \right]^{-2}\left[\mathrm {\Theta } \right]^{-1}} |

Le costanti fisiche fondamentali adimensionali come la costante di struttura fine
{\displaystyle \alpha \ {\stackrel {\mathrm {def} }{=}}\ {\frac {e^{2}}{\hbar c(4\pi \varepsilon _{0})}}={\frac {1}{137{,}03599911}}}
non possono assumere diversi valori numerici cambiando il sistema di unità usato. Scegliendo opportunamente le unità si possono normalizzare solo le quantità fisiche che hanno dimensioni. Poiché {\displaystyle \alpha } è un numero fissato adimensionale diverso da {\displaystyle 1}, è impossibile definire un sistema di unità naturali che normalizzi tutte le costanti fisiche compresa {\displaystyle \alpha }. Su quattro costanti ({\displaystyle c}, {\displaystyle \hbar }, {\displaystyle e}, {\displaystyle 4\pi \varepsilon _{0}}) solo tre di esse possono essere normalizzate (lasciando la rimanente costante assumere un valore che è semplicemente funzione di {\displaystyle \alpha }, evidenziando la natura fondamentale della costante di struttura fine) ma non tutte e quattro.

## Unità di Planck
| Quantità                                         | Espressione                                                    | Valore metrico                               |
| ------------------------------------------------ | -------------------------------------------------------------- | -------------------------------------------- |
| Lunghezza {\displaystyle (\mathrm {L} )}         | {\displaystyle l_{P}={\sqrt {\frac {\hbar G}{c^{3}}}}}         | {\displaystyle 1.61609735\times 10^{-35}\;m} |
| Massa {\displaystyle (\mathrm {M} )}             | {\displaystyle m_{P}={\sqrt {\frac {\hbar c}{G}}}}             | {\displaystyle 21.7664598\;\mu g}            |
| Tempo {\displaystyle (\mathrm {T} )}             | {\displaystyle t_{P}={\sqrt {\frac {\hbar G}{c^{5}}}}}         | {\displaystyle 5.3907205\times 10^{-44}\;s}  |
| Carica elettrica {\displaystyle (\mathrm {Q} )}  | {\displaystyle q_{P}={\sqrt {\hbar c(4\pi \varepsilon _{0})}}} | {\displaystyle 1.87554573\times 10^{-18}\;C} |
| Temperatura {\displaystyle (\mathrm {\Theta } )} | {\displaystyle T_{P}={\sqrt {\frac {\hbar c^{5}}{Gk^{2}}}}}    | {\displaystyle 1.4169206\times 10^{32}\;K}   |

{\displaystyle c=1\ }
{\displaystyle G=1\ }
{\displaystyle \hbar =1\ }
{\displaystyle {\frac {1}{4\pi \varepsilon _{0}}}=1}
{\displaystyle k=1\ }
{\displaystyle e={\sqrt {\alpha }}\ }
Le costanti fisiche che sono normalizzate in unità di Planck sono proprietà dello spazio vuoto e non proprietà (come la carica, la massa, dimensione o raggio) di un oggetto o particella elementare (che può essere scelta arbitrariamente). In questo modo, le unità di Planck sono definite indipendentemente dalla carica fondamentale che viene dalla radice quadrata della costante di struttura fine, {\displaystyle {\sqrt {\alpha }}} se misurata in termini delle unità di Planck. Nelle unità di Planck una immaginabile variazione del valore adimensionale di α potrebbe essere considerato come una variazione della carica elementare.

## Unità di Stoney
| Quantità                                         | Espressione                                                                       |
| ------------------------------------------------ | --------------------------------------------------------------------------------- |
| Lunghezza {\displaystyle (\mathrm {L} )}         | {\displaystyle l_{S}={\sqrt {\frac {Ge^{2}}{c^{4}(4\pi \varepsilon _{0})}}}}      |
| Massa {\displaystyle (\mathrm {M} )}             | {\displaystyle m_{S}={\sqrt {\frac {e^{2}}{G(4\pi \varepsilon _{0})}}}}           |
| Tempo {\displaystyle (\mathrm {T} )}             | {\displaystyle t_{S}={\sqrt {\frac {Ge^{2}}{c^{6}(4\pi \varepsilon _{0})}}}}      |
| Carica elettrica {\displaystyle (\mathrm {Q} )}  | {\displaystyle q_{S}=e\ }                                                         |
| Temperatura {\displaystyle (\mathrm {\Theta } )} | {\displaystyle T_{S}={\sqrt {\frac {c^{4}e^{2}}{G(4\pi \varepsilon _{0})k^{2}}}}} |

{\displaystyle c=1\ }
{\displaystyle G=1\ }
{\displaystyle e=1\ }
{\displaystyle {\frac {1}{4\pi \varepsilon _{0}}}=1}
{\displaystyle k=1\ }
{\displaystyle \hbar ={\frac {1}{\alpha }}\ }
Proposte da George Stoney nel 1881. Le unità di Stoney fissano la carica elementare e consentono alla costante di Planck di variare. Possono essere ottenute dalle unità di Planck con la sostituzione:
{\displaystyle \hbar \leftarrow \alpha \hbar ={\frac {e^{2}}{c(4\pi \varepsilon _{0})}}}.
Questo rimuove la costante di Planck dalle definizioni e il valore che assume nelle unità di Stoney è il reciproco della costante di struttura fine, {\displaystyle {\frac {1}{\alpha }}}. Nelle unità di Stoney una possibile variazione del valore adimensionale della α potrebbe essere considerato come una variazione della costante di Planck.

## Unità "di Schrödinger"
| Quantità                                         | Espressione                                                                                     |
| ------------------------------------------------ | ----------------------------------------------------------------------------------------------- |
| Lunghezza {\displaystyle (\mathrm {L} )}         | {\displaystyle l_{\psi }={\sqrt {\frac {\hbar ^{4}G(4\pi \varepsilon _{0})^{3}}{e^{6}}}}}       |
| Massa {\displaystyle (\mathrm {M} )}             | {\displaystyle m_{\psi }={\sqrt {\frac {e^{2}}{G(4\pi \varepsilon _{0})}}}}                     |
| Tempo {\displaystyle (\mathrm {T} )}             | {\displaystyle t_{\psi }={\sqrt {\frac {\hbar ^{6}G(4\pi \varepsilon _{0})^{5}}{e^{10}}}}}      |
| Carica elettrica {\displaystyle (\mathrm {Q} )}  | {\displaystyle q_{\psi }=e\ }                                                                   |
| Temperatura {\displaystyle (\mathrm {\Theta } )} | {\displaystyle T_{\psi }={\sqrt {\frac {e^{10}}{\hbar ^{4}(4\pi \varepsilon _{0})^{5}Gk^{2}}}}} |

{\displaystyle e=1\ }
{\displaystyle G=1\ }
{\displaystyle \hbar =1\ }
{\displaystyle {\frac {1}{4\pi \varepsilon _{0}}}=1}
{\displaystyle k=1\ }
{\displaystyle c={\frac {1}{\alpha }}\ }
Il nome è stato coniato da Michael Duff . Possono essere ottenute dalle unità di Planck con la sostituzione:
{\displaystyle c\leftarrow \alpha c={\frac {e^{2}}{\hbar (4\pi \varepsilon _{0})}}}.
Questo rimuove la velocità della luce dalle definizioni e il suo valore assume nelle unità di Schrödinger il reciproco della costante di struttura fine, {\displaystyle {\frac {1}{\alpha }}}. Nelle unità di Schrödinger una possibile variazione del valore adimensionale di α sarebbe considerato come una variazione della velocità della luce.

## Unità atomiche (Hartree)
| Quantità                                         | Espressione                                                                        |
| ------------------------------------------------ | ---------------------------------------------------------------------------------- |
| Lunghezza {\displaystyle (\mathrm {L} )}         | {\displaystyle l_{A}={\frac {\hbar ^{2}(4\pi \varepsilon _{0})}{m_{e}e^{2}}}}      |
| Massa {\displaystyle (\mathrm {M} )}             | {\displaystyle m_{A}=m_{e}\ }                                                      |
| Tempo {\displaystyle (\mathrm {T} )}             | {\displaystyle t_{A}={\frac {\hbar ^{3}(4\pi \varepsilon _{0})^{2}}{m_{e}e^{4}}}}  |
| Carica elettrica {\displaystyle (\mathrm {Q} )}  | {\displaystyle q_{A}=e\ }                                                          |
| Temperatura {\displaystyle (\mathrm {\Theta } )} | {\displaystyle T_{A}={\frac {m_{e}e^{4}}{\hbar ^{2}(4\pi \varepsilon _{0})^{2}k}}} |

{\displaystyle e=1\ }
{\displaystyle m_{e}=1\ }
{\displaystyle \hbar =1\ }
{\displaystyle {\frac {1}{4\pi \varepsilon _{0}}}=1}
{\displaystyle k=1\ }
{\displaystyle c={\frac {1}{\alpha }}\ }
Proposte inizialmente da Douglas Hartree per semplificare la fisica dell'atomo di idrogeno. Michael Duff  le chiamò "unità di Bohr". L'unità energia in questo sistema è l'energia totale dell'elettrone nella prima orbita circolare del modello atomico di Bohr-Sommerfeld e viene chiama l'energia di Hartree, {\displaystyle E_{h}}. Le unità della velocità sono la velocità dell'elettrone, l'unità di massa è la massa dell'elettrone, {\displaystyle m_{e}}, e l'unità della lunghezza è il raggio di Bohr, {\displaystyle a_{0}={\frac {4\pi \varepsilon _{0}\hbar ^{2}}{m_{e}e^{2}}}\ }. Esse possono essere ottenute dalle unità di "Schrödinger" con la sostituzione:
{\displaystyle G\leftarrow \alpha G\left({\frac {m_{P}}{m_{e}}}\right)^{2}={\frac {e^{2}}{4\pi \varepsilon _{0}m_{e}^{2}}}\ }.
Questo rimuove la velocità della luce (come anche la costante di gravitazione universale) dalle definizioni e il valore che assume nelle unità atomiche è il reciproco della costante di struttura fine, {\displaystyle {\frac {1}{\alpha }}}. Nelle unità atomiche una possibile variazione del valore adimensionale di {\displaystyle \alpha } potrebbe essere considerato come dovuto ad una variazione della velocità della luce.

## Sistema di unità elettronico
| Quantità                                         | Espressione                                                              |
| ------------------------------------------------ | ------------------------------------------------------------------------ |
| Lunghezza {\displaystyle (\mathrm {L} )}         | {\displaystyle l_{e}={\frac {e^{2}}{c^{2}m_{e}(4\pi \varepsilon _{0})}}} |
| Massa {\displaystyle (\mathrm {M} )}             | {\displaystyle m_{e}=m_{e}\ }                                            |
| Tempo {\displaystyle (\mathrm {T} )}             | {\displaystyle t_{e}={\frac {e^{2}}{c^{3}m_{e}(4\pi \varepsilon _{0})}}} |
| Carica elettrica {\displaystyle (\mathrm {Q} )}  | {\displaystyle q_{e}=e\ }                                                |
| Temperatura {\displaystyle (\mathrm {\Theta } )} | {\displaystyle T_{e}={\frac {m_{e}c^{2}}{k}}}                            |

{\displaystyle c=1\ }
{\displaystyle e=1\ }
{\displaystyle m_{e}=1\ }
{\displaystyle {\frac {1}{4\pi \varepsilon _{0}}}=1}
{\displaystyle k=1\ }
{\displaystyle \hbar ={\frac {1}{\alpha }}\ }
Michael Duff  le chiamò "unità di Dirac". Esse possono essere ottenute dalle unità di Stoney con la sostituzione:
{\displaystyle G\leftarrow \alpha G\left({\frac {m_{P}}{m_{e}}}\right)^{2}={\frac {e^{2}}{4\pi \varepsilon _{0}m_{e}^{2}}}\ }.
Possono anche essere ottenute dalle unità atomiche con la sostituzione:
{\displaystyle \hbar \leftarrow \alpha \hbar ={\frac {e^{2}}{c(4\pi \varepsilon _{0})}}}.
Come per le unità di Stoney, una possibile variazione del valore di α potrebbe essere considerato come una variazione della costante di Planck.

## Sistema dell'elettrodinamica quantistica (Stille)
| Quantità                                         | Espressione                                                                           |
| ------------------------------------------------ | ------------------------------------------------------------------------------------- |
| Lunghezza {\displaystyle (\mathrm {L} )}         | {\displaystyle l_{\mathrm {QED} }={\frac {e^{2}}{c^{2}m_{p}(4\pi \varepsilon _{0})}}} |
| Massa {\displaystyle (\mathrm {M} )}             | {\displaystyle m_{\mathrm {QED} }=m_{p}\ }                                            |
| Tempo {\displaystyle (\mathrm {T} )}             | {\displaystyle t_{\mathrm {QED} }={\frac {e^{2}}{c^{3}m_{p}(4\pi \varepsilon _{0})}}} |
| Carica elettrica {\displaystyle (\mathrm {Q} )}  | {\displaystyle q_{\mathrm {QED} }=e\ }                                                |
| Temperatura {\displaystyle (\mathrm {\Theta } )} | {\displaystyle T_{\mathrm {QED} }={\frac {m_{p}c^{2}}{k}}}                            |

{\displaystyle c=1\ }
{\displaystyle e=1\ }
{\displaystyle m_{p}=1\ }
{\displaystyle {\frac {1}{4\pi \varepsilon _{0}}}=1}
{\displaystyle k=1\ }
{\displaystyle \hbar ={\frac {1}{\alpha }}\ }
Simile al sistema di unità elettroniche a parte la massa del protone che è normalizzata invece della massa dell'elettrone. Una possibile variazione del valore di α potrebbe essere considerato come una variazione della costante di Planck.

## Unità geometrizzate
{\displaystyle c=1\ }
{\displaystyle G=1\ }
Il sistema di unità geometrizzate non è definito come un sistema unico. In questo sistema, le unità fisiche di base normalizzate sono la velocità della luce e la costante gravitazionale lasciando la possibilità di normalizzare a uno altre costanti come la costante di Boltzmann e la costante di Coulomb:
{\displaystyle k=1\ }
{\displaystyle {\frac {1}{4\pi \varepsilon _{0}}}=1}
Se la costante di Dirac (chiamata anche "costante di Plack ridotta") è fissata a uno,
{\displaystyle \hbar =1\ }
le unità geometrizzate sono identiche alle unità di Planck.

## Unità a N-corpi
| Quantità                                 | Espressione                                                                                              |
| ---------------------------------------- | --- |
| Lunghezza {\displaystyle (\mathrm {R} )} | {\displaystyle {\frac {1}{R}}={\frac {1}{N(N-1)}}\sum _{i=1}^{N}\sum _{j=1}^{N}{\frac {1}{r_{j}-r_{i}}}} |
| Massa {\displaystyle (\mathrm {M} )}     | {\displaystyle M=\sum _{i=1}^{N}m_{i}}                                                                   |

{\displaystyle M=1\ }
{\displaystyle G=1\ }
{\displaystyle R=1\ }
Le unità a {\displaystyle N-}corpi sono un sistema di unità completamente autonomo usato per le simulazioni di N-corpi di sistemi gravitazionali in astrofisica. In questo sistema, le unità di base sono scelte in modo che la massa {\displaystyle (\mathrm {M} )}, la costante gravitazionale {\displaystyle (G)} e il raggio viriale {\displaystyle (R)} siano uguali all'unità. L'assunto che sta alla base è che il sistema di {\displaystyle N} oggetti (stelle) soddisfi il teorema del viriale. Di conseguenza nelle unità standard a {\displaystyle N-}corpi la velocità di dispersione del sistema è {\displaystyle v=1/{\sqrt {2}}} .
La prima citazione alle unità a {\displaystyle N-}corpi risale a Michel Hénon (1971) 
. 
e furono sviluppate da Haldan Cohn (1979)

e infine largamente generalizzate da Douglas Heggie e Robert Mathieu (1986)
.